# Calliaspis nimbata
Calliaspis nimbata là một loài bọ cánh cứng trong họ Chrysomelidae. Loài này được Perty miêu tả khoa học năm 1834.